# Fryderyki 2018
Fryderyki 2018 – 24. edycja polskich nagród muzycznych Fryderyków, przyznawanych przez Akademię Fonograficzną (powołaną przez Związek Producentów Audio-Video), honorująca dokonania przemysłu muzycznego w 2017 roku. Ceremonia wręczenia nagród muzyki poważnej odbyła się 16 kwietnia 2018 w Studio Koncertowym Polskiego Radia im. Witolda Lutosławskiego w Warszawie. Została poprowadzona przez Jacka Hawryluka i była emitowana na żywo przez Program II Polskiego Radia. Gala muzyki rozrywkowej i jazzowej odbyła się 24 kwietnia 2018 w Teatrze Polskim w Warszawie. Została poprowadzona przez Agnieszkę Szydłowską i Piotra Metza. Była emitowana na żywo przez TVP Kultura i Program III Polskiego Radia, a następnie retransmitowana przez TVP2.
Nagrody konkursowe zostały przyznane w 20 kategoriach (9 w sekcji muzyki rozrywkowej, 3 w sekcji muzyki jazzowej i 8 w sekcji muzyki poważnej). Najwięcej nominacji (po 5) otrzymali Daria Zawiałow i Mateusz Smoczyński. Najwięcej nagród (po 2) zdobyli Daria Zawiałow, Maciej Obara i proMODERN. Poza nagrodami konkursowymi zostały przyznane trzy Złote Fryderyki.

## Organizacja
Przyjmowanie przez Akademię Fonograficzną zgłoszeń do Fryderyków 2018 trwało od 13 grudnia 2017 do 16 stycznia 2018. Liczna nadesłanych zgłoszeń była najwyższa w historii nagród. O nominację ubiegały się: 284 albumy w sekcji muzyki rozrywkowej, 103 albumy w sekcji muzyki jazzowej, 151 albumów w sekcji muzyki poważnej, 387 utworów muzycznych, 329 teledysków i 85 artystów w kategoriach fonograficznego debiutu roku.
12 stycznia 2018 Związek Producentów Audio-Video (ZPAV) zapowiedział, że Fryderyki 2018 zostaną wręczone podczas dwóch ceremonii: w sekcji muzyki poważnej 16 kwietnia 2018 w Studio Koncertowym Polskiego Radia im. Witolda Lutosławskiego, zaś w sekcjach muzyki rozrywkowej i jazzowej 24 kwietnia 2018 w Teatrze Polskim w Warszawie. 6 marca 2024 ogłosił nominacje i podał laureatów Złotych Fryderyków. 12 marca 2018 Akademia Fonograficzna ogłosiła korektę w nominacjach: album Feliks Nowowiejski: Quo vadis został przeniesiony z kategorii album roku muzyka chóralna, oratoryjna i operowa do kategorii najlepszy album polski za granicą, ponadto pierwsza z tych kategorii została uzupełniona o nominację dla albumu Rachmaninoff: Całonocne czuwanie. 8 kwietnia 2018 organizatorzy podali listę wykonawców podczas obu ceremonii. Ponadto zapowiedzieli, że galę muzyki rozrywkowej i jazzowej poprowadzą dziennikarze Agnieszka Szydłowska i Piotr Metz, a jej oprawę muzyczną przygotują Kuba Karaś i Wojtek Urbański, zaś galę muzyki poważnej poprowadzi dziennikarz Jacek Hawryluk.
Ceremonia muzyki poważnej rozpoczęła się o godzinie 19:30 i była transmitowana na żywo przez Program II Polskiego Radia. Gala muzyki rozrywkowej i jazzowej rozpoczęła się o 20 i była emitowana na żywo przez TVP Kultura i  Program III Polskiego Radia, zaś tego samego dnia o 22:55 odbyła się jej retransmisja w TVP2. Producentem imprez była agencja STX Jamboree.

## Przebieg

### Gala muzyki poważnej (16 kwietnia 2018)
| Występy podczas gali muzyki poważnej: - Polska Orkiestra Radiowa (dyrekcja: Michał Klauza) - Chór Narodowego Forum Muzyki (dyrekcja: Agnieszka Franków-Żelazny) - Lilianna Stawarz i Grzegorza Lalka - Wrocław Baroque Ensemble - Marcin Zdunik i Aleksander Dębicz | Prezenterzy podczas gali muzyki poważnej: - Edward Pałłasz - Andrzej Puczyński - Waldemar Dąbrowski - Marcin Błażewicz |

### Gala muzyki rozrywkowej i jazzu (24 kwietnia 2018)

#### Występy
Występy podczas gali muzyki rozrywkowej i jazzowej:

- Daria Zawiałow i Krzysztof Zalewski – „Malinowy chruśniak”, „Polsko”
- Ania Dąbrowska i Grzegorz Hyży – „O Pani!”, „Z Tobą nie umiem wygrać”
- Anita Lipnicka & The Hats i LemON – „Tu”, „Z miasta”
- Miuosh, Grubson i Paulina Przybysz – „Neony”, „Supa’High Music”, „Pirx”
- Natalia Nykiel, Tulia i Piotr „Pianohooligan” Orzechowski – „Total błękit”
- Marek Napiórkowski, Dominik Wania, Kuba Więcek, Michał Miśkiewicz i Sławomir Kurkiewicz – „Freedom Jazz Dance”
- Basia Trzetrzelewska – „Matteo”
- Laboratirum, Bernard Maseli, Joanna Sokołowska i Aleksandra Bilińska – „Panny mego dziadka”

#### Prezenterzy
Prezenterzy podczas gali muzyki rozrywkowej i jazzowej:

- Jan Borysewicz i Kasia Cerekwicka – wręczenie nagrody w kategorii album roku rock
- Dawid Podsiadło i Brodka – wręczenie nagrody w kategorii album roku alternatywa
- Barbara Schabowska i Wojtek Mazolewski – wręczenie nagrody w kategorii fonograficzny debiut roku (muzyka rozrywkowa)
- Rahim – wręczenie nagrody w kategorii album roku hip-hop
- Tulia i Tomasz Organek – wręczenie nagrody w kategorii album roku muzyka korzeni
- Andrzej Smolik i Kev Fox – wręczenie nagrody w kategorii album roku elektronika
- Janusz Fogler i Andrzej Puczyński – wręczenie nagrody w kategorii utwór roku
- Piotr Baron i Maciej Werk – wręczenie nagrody w kategorii fonograficzny debiut roku (muzyka jazzowa)
- Katarzyna Groniec i Marcin Wasilewski – wręczenie nagrody w kategorii album roku
- Dorota Miśkiewicz i Michał Komar – wręczenie nagrody w kategorii artysta roku
- Jacek Cygan i Mieczysław Jurecki – wręczenie nagrody w kategorii album roku pop
- Ryszard Poznakowski i Maciej Stanecki – wręczenie nagrody w kategorii teledysk roku
- Zbigniew Namysłowski i Maksymilian Bylicki – wręczenie Złotego Fryderyka dla Andrzeja Dąbrowskiego
- Basia Trzetrzelewska i Andrzej Sikorowski – wręczenie Złotego Fryderyka dla Zbigniewa Wodeckiego

## Laureaci i nominowani

### Sekcja muzyki rozrywkowej
| Utwór roku | Fonograficzny debiut roku |
| --- | --- |
| - „Dobry moment” – Kortez - muzyka: Kortez - słowa: Agata Trafalska - „Jeszcze w zielone gramy” – Daria Zawiałow - muzyka: Jerzy „Duduś” Matuszkiewicz - słowa: Wojciech Młynarski - „Na skróty” – Daria Zawiałow - muzyka: Michał Kush i Daria Zawiałow - słowa: Daria Zawiałow - „Porady na zdrady (Dreszcze)” – Ania Dąbrowska - muzyka: Ania Dąbrowska - słowa: Ania Dąbrowska i Martyna Melosik - „Z Tobą nie umiem wygrać” – Ania Dąbrowska - muzyka: Ania Dąbrowska - słowa: Ania Dąbrowska | - Daria Zawiałow - Jacek Królik - Mery Spolsky - Rosalie. - Smolasty |
| Album roku pop | Album roku rock (w tym hard, metal, punk) |
| - Światło nocne – Natalia Przybysz - produkcja: Jerzy Zagórski - Maleńczuk gra Młynarskiego – Maciej Maleńczuk - produkcja: Dariusz Litwińczuk - Miód i dym – Anita Lipnicka i The Hats - produkcja: Anita Lipnicka i Łukasz Olejarczyk - Momenty – Grzegorz Hyży - produkcja: Bogdan Kondracki i Daniel Walczak - Mój dom – Kortez - produkcja: Olek Świerkot | - CDN – Hey - produkcja: Leszek Kamiński i Marcin Bors - Anticult – Decapitated - produkcja: Wacław Kiełtyka - Metal Ballads vol. 1 – Coma - produkcja: Paweł Cieślak i Coma - Zmartwychwstaniemy – Dr Misio - produkcja: Kuba Galiński - 1994 – Jamal - produkcja: Marcin Bors |
| Album roku hip hop | Album roku alternatywa |
| - Szprycer – Taco Hemingway - produkcja: Rumak - Gatunek L – Grubson - produkcja: DJ BRK, SoDrumatic, OER i Grubson - Headliner – Guova - produkcja: Essex, Rzepa, High Tower, M1CKY, Johnny Beats, BL Beatz i SZZ - POP. – Miuosh - produkcja: Fox - MTV Unplugged: Autentycznie – O.S.T.R. - produkcja: Killing Skills | - A kysz! – Daria Zawiałow - produkcja: Michał Kush - 7 – Voo Voo - produkcja: Wojciech Waglewski i Emade - Tak mi się nie chce – Mikromusic - produkcja: Dawid Korbaczyński, Piotr Pluta i Łukasz Sobolak - Tu – Lemon - produkcja: Lemon - Zew – Mrozu - produkcja: Marcin Bors |
| Album roku elektronika | Album roku muzyka korzeni (w tym blues, folk, country, muzyka świata, reggae) |
| - Chodź tu – Paulina Przybysz - produkcja: Paulina Przybysz, Marek Pędziwiatr, Piotr Skorupski, Adam Kabaciński, Zamilska, Teielte, Sander Mölder, Andres Kopper i Jacek Antosik - Dick4Dick is a Woo!Man – Dick4Dick - produkcja: Krystian Wołowski - Discordia – Natalia Nykiel - produkcja: Fox - Miło było pana poznać – Mery Spolsky - produkcja: Mery Spolsky - Pysk – Bovska - produkcja: Jan Smoczyński                                                                                    | - Re:akcja mazowiecka – Kapela ze Wsi Warszawa - produkcja: Sylwia Świątkowska i Mariusz Dziurawiec - Będą bić! – Hańba! - produkcja: Hańba! - Traveller – Kroke - produkcja: Kroke i Dariusz Grela - Wiecznie młody. Piosenki Boba Dylana – Krzysztof Krawczyk - produkcja: Andrzej Kosmala i Ryszard Kniat - Zakopower & Atom String Quartet – Zakopower i Atom String Quartet - produkcja: Zakopower i Atom String Quartet |
| Teledysk roku | |
| - „Abduł Bey” – Jazz Band Młynarski-Masecki - reżyseria: Kobas Laksa - „Duch” – Mrozu - reżyseria: Zuzanna Plisz - „Na skróty” – Daria Zawiałow - reżyseria: Dominika Podczaska - „Pismo” – Dr Misio - reżyseria: Wojciech Smarzowski - „Polsko” – Krzysztof Zalewski - reżyseria: Przemek Dzienis | |

### Sekcja muzyki jazzowej
| Album roku | Album roku                                                                |
| --- | ------------------------------------------------------------------------- |
| - Unloved – Maciej Obara Quartet - produkcja: Manfred Eicher - Berek – Mateusz Smoczyński Quintet - produkcja: Mateusz Smoczyński i Jan Smoczyński - Mandala – Algorhythm - produkcja: Algorhythm - Seifert – Atom String Quartet - produkcja: Atom String Quartet - The Optimist – Grzegorz Nagórski - produkcja: Grzegorz Nagórski - WAW-NYC – Marek Napiórkowski - produkcja: Marek Napiórkowski |                                                                           |
| Artysta roku | Fonograficzny debiut roku                                                 |
| - Maciej Obara - Adam Bałdych - Anna Gadt - Dominik Wania - Marek Napiórkowski - Mateusz Smoczyński - Piotr „Pianohooligan” Orzechowski | - Kuba Więcek - EABS - Kasia Pietrzko - Krzysztof Dziedzic - Tomasz Chyła |

### Sekcja muzyki poważnej
| Najwybitniejsze nagranie muzyki polskiej |
| --- |
| - proMODERN shakespired - proMODERN - A Polish Kaleidoscope 2 - Ravel Piano Duo - Feliks Nowowiejski: Quo vadis - Wioletta Chodowicz – sopran, Robert Gierlach – baryton, Wojciech Gierlach – bas, Sławomir Kamiński – organy, Orkiestra Filharmonii Poznańskiej oraz Chór Opery i Filharmonii Podlaskiej (dyrekcja: Łukasz Borowicz, przygotowanie chóru: Violetta Bielecka) - Mieczysław Wajnberg: String Quartet no. 7 + Piano Quintet - Kwartet Śląski, Piotr Sałajczyk - Paweł Łukaszewski: Motets - Polski Chór Kameralny (dyrekcja: Jan Łukaszewski) |
| Album roku muzyka chóralna, oratoryjna i operowa |
| - Szymanowski - Aleksandra Kurzak – sopran, Agnieszka Rehlis – mezzosopran, Dmitry Korchak – tenor, Artur Ruciński – baryton, Chór Filharmonii Narodowej (dyrekcja: Henryk Wojnarowski) i Orkiestra Filharmonii Narodowej (dyrekcja: Jacek Kaspszyk) - Penderecki conducts Penderecki vol. 2 - Chór Filharmonii Narodowej (dyrekcja: Krzysztof Penderecki i Henryk Wojnarowski) - Polskie pastorałki - Chór Katedry Warszawsko-Praskiej Musica Sacra (dyrekcja: Paweł Łukaszewski) - Rachmaninoff: Całonocne czuwanie - Agnieszka Rehlis – mezzosopran, Rafał Bartmiński – tenor, Krzysztof Drugow – bas, Chór Opery i Filharmonii Podlaskiej w Białymstoku (dyrekcja: Violetta Bielecka) - Wojciech Kilar: Missa pro pace - Joanna Woś – sopran, Małgorzata Walewska – mezzosopran, Paweł Brożek – tenor, Rafał Siwek – bas, Orkiestra i Chór Opery i Filharmonii Podlaskiej w Białymstoku (dyrekcja: Mirosław Jacek Błaszczyk) |
| Album roku muzyka dawna |
| - Antonio Caldara: Maddalena ai piedi di Cristo - Olga Pasiecznik, Anna Radziejewska, Barbara Zamek, Jan Jakub Monowid, Artur Janda, Aleksander Kunach, Zespół Instrumentów Dawnych Warszawskiej Opery Kameralnej Musicae Antiquae Collegium Varsoviense (kierownictwo: Lilianna Stawarz) - Harpsichorduo - Elżbieta Stefańska, Mariko Kato - Ludwig van Beethoven – Sonaty wiolonczelowe - Jarosław Thiel – wiolonczela, Katarzyna Drogosz – pianoforte - Marcin Mielczewski - Aldona Bartnik, Agnieszka Ryman, Aleksandra Turalska, Matthew Venner, Piotr Łykowski, Piotr Olech, Maciej Gocman, Karol Kozłowski, Tomáš Lajtkep, Tomáš Král, Bogdan Makal, Jonathan Brown, Jerzy Butryn, Wrocław Baroque Ensemble (kierownictwo: Andrzej Kosendiak) - Muzyka francuskich mistrzów - {oh!} Orkiestra historyczna, Martyna Pastuszka – skrzypce, koncertmistrz, Krzysztof Firlus – viola da gamba                                 |
| Album roku recital solowy |
| - Already It Is Dusk - Dariusz Przybylski – organy Hammonda - Chopin Romantycznie - Janusz Olejniczak, Jerzy Godziszewski, Ewa Pobłocka, Marek Drewnowski, Lidia Grychtołówna, Ryszard Bakst, Piotr Paleczny, Natalija Gawriłowa, Władysław Kędra – fortepian - Juliusz Zarębski: Complete Piano Works in Opus Order - Piotr Sałajczyk, Maria Szwajger-Kułakowska – fortepian - Piano Etudes - Marcin Tadeusz Łukaszewski – fortepian - Tomasz Sikorski: Twilight - Szabolcs Esztényi – fortepian i Orkiestra Symfoniczna Filharmonii Narodowej (dyrekcja: Zsolt Nagy) |
| Album roku muzyka kameralna |
| - Mieczysław Wajnberg: String Quartet no. 7 + Piano Quintet - Kwartet Śląski, Piotr Sałajczyk - A Polish Kaleidoscope 2 - Ravel Piano Duo - Bach Stories - Aleksander Dębicz i Marcin Zdunik - Franz Schubert - Jakub Jakowicz, Bartosz Bednarczyk - Fryderyk Chopin: Transcriptions for Cello & Piano - Janusz Olejniczak – fortepian, Tomasz Strahl – wiolonczela |
| Album roku muzyka symfoniczna i koncertująca |
| - Made in Poland - Atom String Quartet, Orkiestra Kameralna Leopoldinum, Christian Danowicz – koncertmistrz - Feliks Nowowiejski – Symfonie - Orkiestra Symfoniczna Filharmonii Poznańskiej (dyrekcja: Łukasz Borowicz) - Górecki / Aukso - Orkiestra Kameralna Miasta Tychy Aukso (dyrekcja: Marek Moś) - Krzysztof Penderecki: Concerto per viola (sassofono) ed orchestra, Concerto per violino solo ed orchestra No. 2 - Paweł Gusnar, Sergey Krylov, Krzysztof Penderecki, Polska Orkiestra Sinfonia Iuventus (dyrekcja: Krzysztof Penderecki i Maciej Tworek) - Wieniawski, Szostakowicz. Jacek Kaspszyk – Warsaw Philharmonic – Bomsori Kim - Kim Bom-sori – skrzypce, Orkiestra Filharmonii Narodowej (dyrekcja: Jacek Kaspszyk) |
| Album roku muzyka współczesna |
| - proMODERN shakespired - proMODERN - 2016 - Lutosławski Quartet: Bartosz Woroch – I skrzypce, Marcin Markowicz – II skrzypce, Artur Rozmysłowicz – altówka, Maciej Młodawski – wiolonczela - Krzysztof Penderecki: Concerto doppio per violino, viola (violoncello) e orchestra, Concerto per pianoforte ed orchestra, Concertino per tromba e orchestra - Jakub Haufa, Aleksander Kobus, Marcel Markowski, Szymon Nehring, Polska Orkiestra Sinfonia Iuventus (dyrekcja: Krzysztof Penderecki i Maciej Tworek) - Paweł Łukaszewski: Motets - Polski Chór Kameralny (dyrekcja: Jan Łukaszewski) - Paweł Mykietyn - Łukasz Długosz – flet, NFM Filharmonia Wrocławska (dyrekcja: Benjamin Shwartz) |
| Najlepszy album polski za granicą |
| - Franz Schubert: Piano Sonatas D 959 & D 960 - Krystian Zimerman – fortepian - Edward Grieg – String Quartets - Meccore String Quartet - Erich Wolfgang Korngold: Symphonic Serenade op. 39, Sextet op. 10 - Christian Danowicz – skrzypce, NFM Orkiestra Leopoldinum (dyrekcja: Hartmut Rohde) - Feliks Nowowiejski: Quo vadis - Wioletta Chodowicz – sopran, Robert Gierlach – baryton, Wojciech Gierlach – bas, Sławomir Kamiński – organy, Orkiestra Filharmonii Poznańskiej oraz Chór Opery i Filharmonii Podlaskiej (dyrekcja: Łukasz Borowicz, przygotowanie chóru: Violetta Bielecka) - Johann Sebastian Bach - Rafał Blechacz – fortepian - Karol Szymanowski: Piano Music - Barbara Karaśkiewicz – fortepian |

### Złote Fryderyki
Laureaci Złotych Fryderyków:

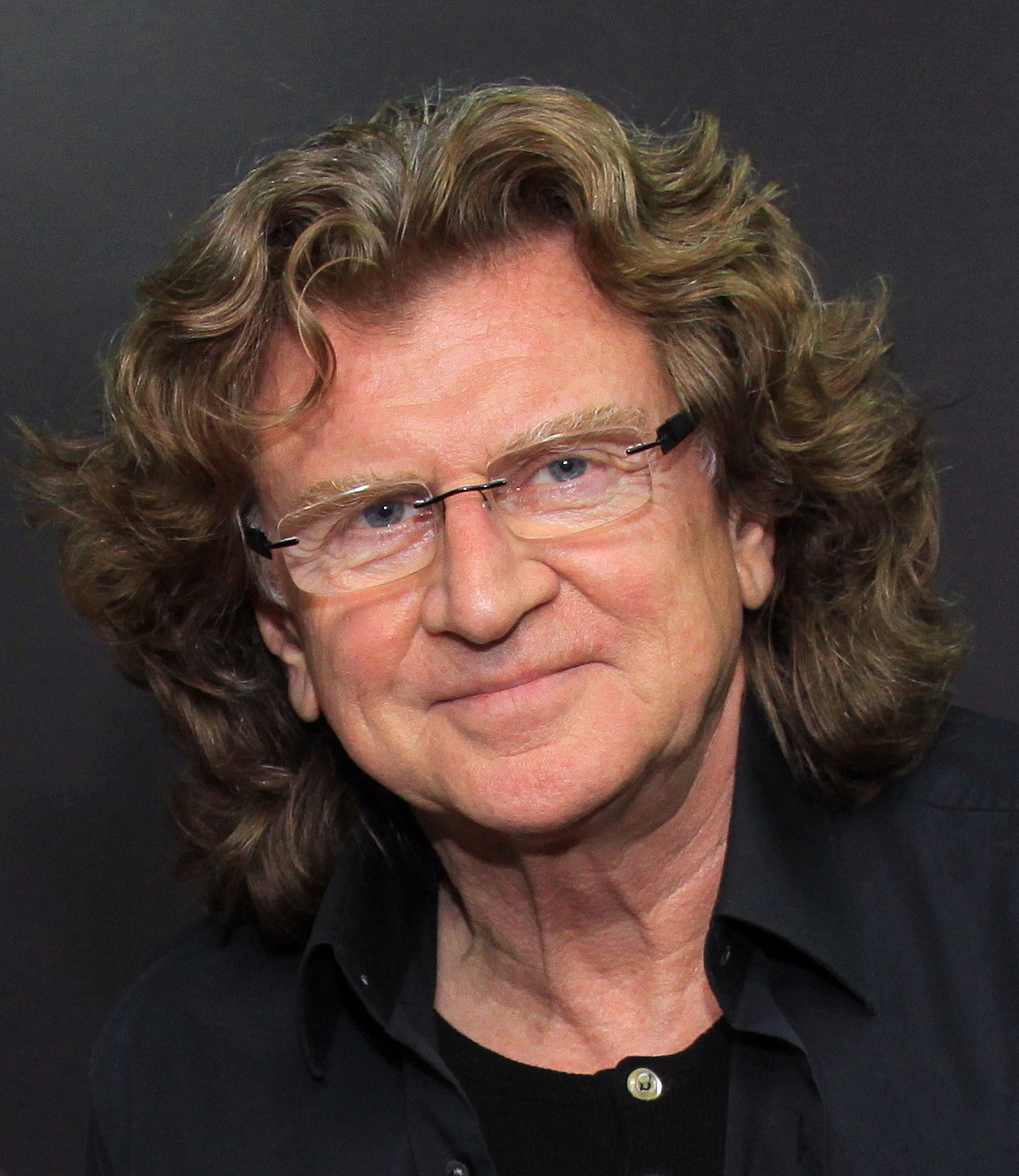
Zbigniew Wodecki, laureat Złotego Fryderyka w muzyce rozrywkowej

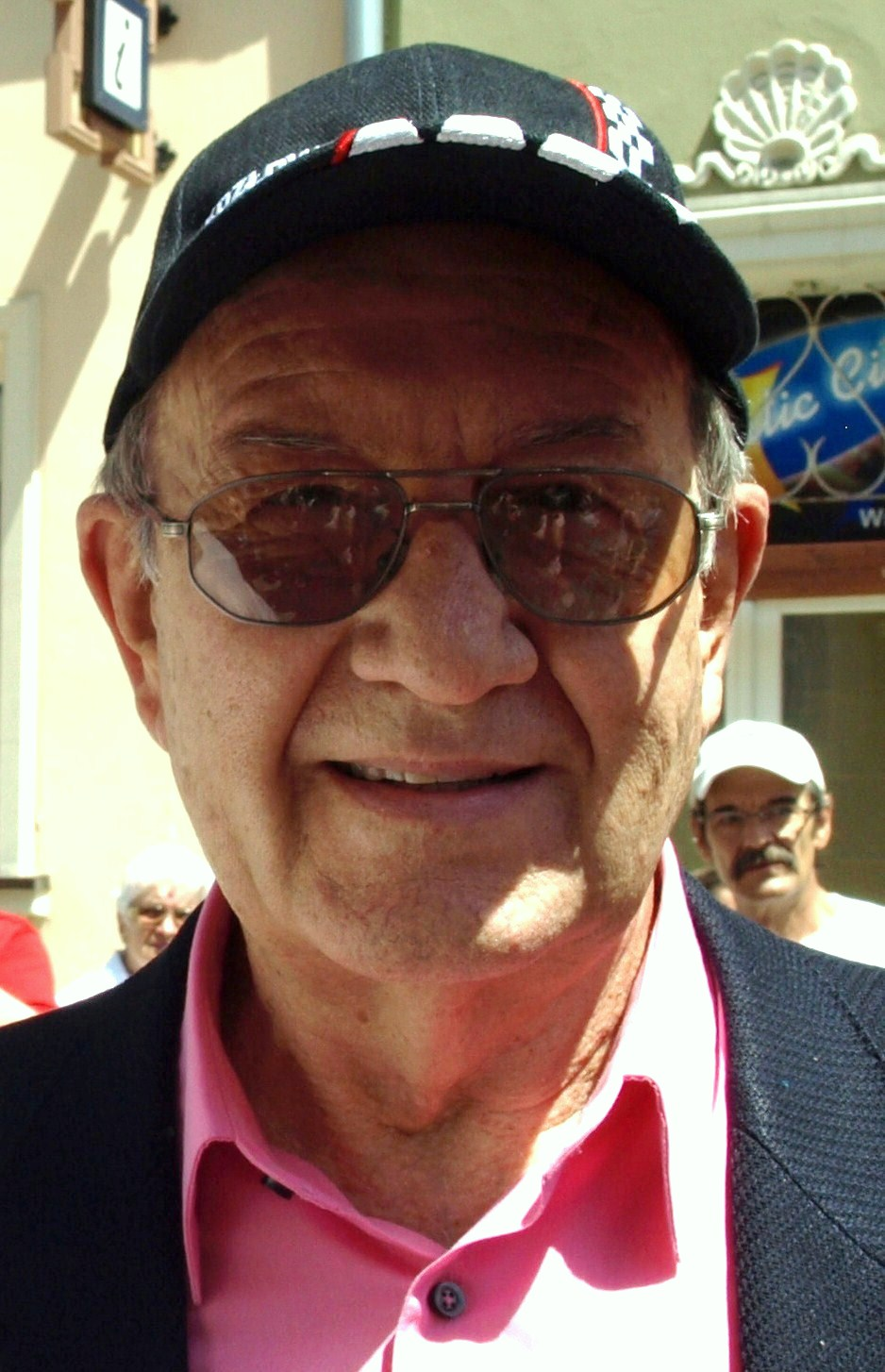
Andrzej Dąbrowski, laureat Złotego Fryderyka w muzyce jazzowej

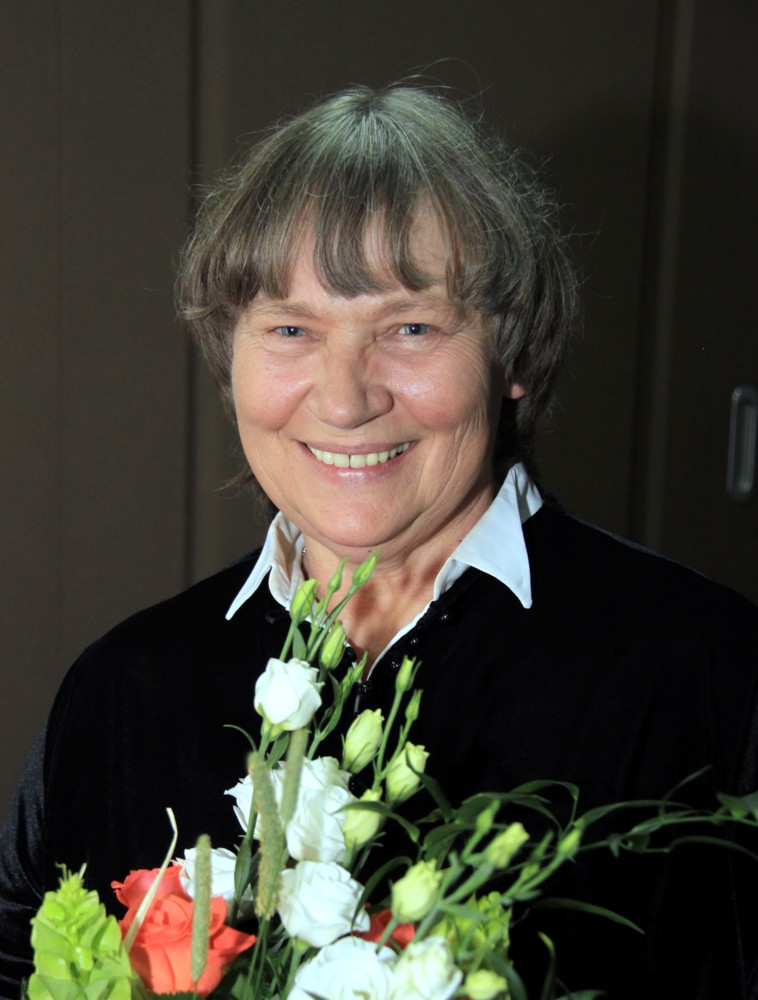
Agnieszka Duczmal, laureat Złotego Fryderyka w muzyce poważnej

- Zbigniew Wodecki (muzyka rozrywkowa)
- Andrzej Dąbrowski (muzyka jazzowa)
- Agnieszka Duczmal (muzyka poważna)

## Statystyki
| Liczba | Osoba/zespół                        |
| ------ | ----------------------------------- |
| 2      | Daria ZawiałowMaciej ObaraproMODERN |

| Liczba | Osoba/zespół |
| ------ | --- |
| 5      | Daria ZawiałowMateusz Smoczyński |
| 4      | Chór Opery i Filharmonii Podlaskiej |
| 3      | Atom String QuartetKrzysztof PendereckiŁukasz BorowiczMarcin BorsOrkiestra Filharmonii NarodowejOrkiestra Filharmonii PoznańskiejPiotr SałajczykVioletta Bielecka |